# Innere Schulentwicklung Innovationspreis
Der Innere Schulentwicklung Innovationspreis (i.s.i.) ist ein Projekt der Stiftung Bildungspakt Bayern zur Verbesserung der Unterrichtsqualität an bayerischen Schulen. Mit dem Innovationspreis werden seit 2001 jährlich je drei Einrichtungen in den Kategorien Förderschule, Grundschule, Hauptschule, Realschule, Gymnasium und Berufliche Schule ausgezeichnet, denen die nachhaltige Verbesserung der Qualität von Unterricht und Erziehung gelingt. In besonderen Fällen werden zusätzlich Sonderpreise vergeben.
Über die Vergabe entscheidet eine Jury aus Lehrern, Eltern und Schülern sowie Vertretern der Wirtschaft und der Schulaufsicht. 
Die Vergabe orientiert sich an international bewährten Evaluationskriterien. Bewertet werden unter anderem Unterrichtsqualität, Schulidentität, modernes Schulmanagement, Vermittlung von Fachwissen und sozialer Kompetenzen.